# Báránykút
Báránykút (románul: Bărcuț, németül: Bekokten vagy Brigittenau, helyi nyelvjárásban Bekuoten) falu Romániában, Brassó megye északnyugati határán. Közigazgatásilag Sáros községhez tartozik. Megközelítése nehézkes, épített utak nem vezetnek hozzá. Erdélyi szászok telepítették a középkorban, és a 20. század közepén még többségben voltak, azonban kivándorlásuk következtében a 21. század elejére csak néhány német család maradt a pusztuló faluban. A 2010-es években – a szomszédos Boldogvároshoz hasonlóan – a turizmus fellendítésével, egy ifjúsági központ megnyitásával próbálnak új életet lehelni a faluba.
Fő látványossága a jó állapotban fennmaradt báránykúti erődtemplom, melynek tornya a 15. században épült.

## Nevének eredete
Először 1206-ban említették egy II. András magyar király által kiadott adománylevélben, Barancwth alakban. Későbbi névváltozatai: Barabuch (1289), Barankultz (1309), Barankutty (1389), Berentten (1488), Berencten (1508), Perkütten (1532), Borkut (1750), Bekokten (1854).

## Fekvése
A Hortobágy folyó mentén, annak forrásától két kilométerre, Fogarastól 25 kilométerre észak–északnyugatra, dombvidéken fekszik. A faluba vezető utak rossz állapotúak.
A Báránykút név egy helyi forrás nevére utal, melyet a legenda szerint egy bárány fedezett fel. A kútból ivó bárány képe a templomzászlón is megjelenik. A román Bărcuț név a magyar átvétele, a 18–19. században többször feljegyzett Borkút alakból fejlődhetett ki. A német Bekokten jelentése nem tisztázott, egyesek úgy vélik tudni, hogy kalácsot jelent. Németül a Brigittenau nevet is használták, amely a szász erődtemplom belsejében található feliraton is megjelenik, és valószínűleg annak a németországi helynek a neve, ahonnan a szász telepesek a 12. században ideérkeztek.

## Története
Nagysinkszéki szász szabadfalu volt, legelőször 1206-ban említik. Középkori plébániatemploma valószínűleg a 13. században épült, okmányban legelőször 1309-ben jelenik meg. A 15. század második felében új templomot építettek, a régitől nyugatra, majd a török fenyegetettség miatt kerítőfallal vették körül. Az erőd azonban nem akadályozta meg azt, hogy a törökök 1547-ben feldúlják. A 16. században Báránykút lakossága, és így a templom is lutheránus lett.
A gyakori török betörések és pestisjárványok miatt a 17. században a lakosság száma jelentősen csökkent. Védelmi okokból 1759-ben osztrák helyőrséget (egy lovasszázadot) szállásoltak el, ami a falubeliek elégedetlenségét váltotta ki. 1772-ben és 1810-ben nagy tűzvészek pusztítottak, melyek a templomot is megrongálták. 1845–1846 között új templomépületet emeltek; a régi, 15. századi épületből csak a torony maradt fenn. Ekkor a kerítőfal keleti részét is lebontották, mivel az új templom hosszabb, mint amilyen a régi volt. Az épületet a 20. század végén kijavították.
Görögkatolikus egyháza 1811-ben alakult. 1891-ben takarék- és hitelszövetkezet működött a faluban. 1904-ben történt a tagosítás. Mindkét világháborúban harcok folytak a falu környékén, néhány dombon ma is látszanak a lövészárkok. A környéken forgatták az 1985-ös Mi, akik a frontvonalból jöttünk Sergiu Nicolaescu-film több jelenetét.
Báránykút a középkortól kisebb megszakításokkal 1876-ig Nagysinkszékhez tartozott, ekkor Nagy-Küküllő vármegye Szentágotai járásának része lett. A román hatalomátvétel után Nagy-Küküllő majd Fogaras megye, 1950-től Szeben majd Brassó (Sztálin) régió része volt. 1968-tól Brassó megye és azon belül Sáros község része.
A 20. század második felében az elszigetelt falu lakossága harmadára csökkent, a németek kivándoroltak, a fiatalok városra költöztek. A település nagy része elromosodott, a szászok nagy, takaros házai közül több összedőlt. A hanyatló faluban – és a szomszédos Boldogvárosban – a 21. század elején a hazalátogató szászok „gyermekegyetemet” (Kinderuni) létesítettek, ahol nyaraló csoportokat szállásolnak el az erődtemplom mellett álló felújított plébániaházban és az egykori szász iskola épületében. A foglalkozások „Játszva felfedezni az életet” (Spielend Leben entdecken) mottóval elősegítik az interkulturális, interetnikus és élményalapú társas tanulást.

### Legendák
Az alapítás legendája szerint egy forró, száraz nyári napon egy legelésző nyáj egy báránya forrást talált – a monda egy változatában forrást fakasztott – egy völgyben. Az emberek ott később kutat ástak, melyet „a bárány kútjának” neveztek, és körülötte alakult ki a település. A legenda feltételezett kútja még a 20. században is létezett egy udvaron, azonban a ház új tulajdonosa felszámolta.
Más szász településekhez hasonlóan Báránykúthoz is kapcsolódnak óriásokról szóló legendák. Egyik szerint a templom masszív tornyának építésében óriások segítettek. Miután azonban befejezték munkájukat, a falubeliek beledobták őket abba a mély kútba, amely ma is megtalálható a templom belsejében.

## Népessége
1488-ban 50 háztartásról (azaz mintegy 300 lakosról), iskoláról, malomról, három juhászról és két üres házról számolnak be. 1532-ben már 80 családfőt írtak össze, Báránykút pedig Szentágota és Jakabfalva után a harmadik legnagyobb község volt Nagysinkszékben. 1567-ben egy Oprelle nevű román lakóját említették. Szász lakói hagyományosan a falu közepén laktak, a románok északon és északkeleten, a cigányok pedig a falu peremén három különböző helyen: a sárosi és a boldogvárosi út mellett és keleten. A szászok öt szomszédságba tömörültek.
1850-ben 1102 lakosából 701 volt német, 292 román, 106 cigány és három magyar; vallásuk szerint 700 evangélikus, 391 görögkatolikus és hét római katolikus. 1910-ben 1086 lelket számoltak, melyből 652 német. A népesség a 19. század közepétől a 20. század közepéig 1100 körül stagnált német abszolút többséggel, majd hanyatlani kezdett és a románok kerültek többségbe. 1977-ben 747, 1992-ben már csak 392 (amelyből 43 német) lakosa volt. 2011-ben 352 lakosából 314 vallotta magát románnak, 21 cigánynak, négy németnek és négy magyarnak.
1760-tól haláláig, 1786-ig itt volt lelkész Michael Bertleff.

## Látnivalók
- Az evangélikus báránykúti erődtemplom a falu déli dészén, a főutca mellett áll. A 36 méter magas, négyzet alaprajzú torony a 15. századból maradt fenn, falainak hossza 12 méter, vastagságuk az alapnál 3 méter. Ehhez csatlakozik a 19. század közepén épült, barokk és klasszicista jegyeket viselő csarnoktemplom. A középkori kerítőfal helyenként 4 méteres magasságban maradt fenn, a déli részen még kivehető két torony alapja.[5]
- Szent Miklósnak szentelt ortodox (eredetileg görögkatolikus) temploma 1843-ban, tornya 1867-ben épült.[13]